# Настільний теніс на літніх Олімпійських іграх 2008
Змагання з настільного тенісу на літніх Олімпійських іграх 2008 проходили з 13 по 23 серпня на спортивній арені Пекінського університету.

## Передісторія
В грудні 2005 року президент Міжнародної федерації настільного тенісу (ITTF) Адхам Шарара повідомив про принципи проведення командних змагань на Олімпіаді 2008 в Пекіні.
Командні змагання у чоловіків і жінок замінять в олімпійській програмі парні змагання.
Тепер матчі будуть проходити до трьох перемог однієї з команд. Спочатку будуть проводитись дві одиночні зустрічі, а потім парна. При цьому в парній грі від кожної команди обов'язково повинен узяти участь хоча б один тенісист, що не грав до цього «одиночку». Якщо після трьох зустрічей рахунок буде 3:0 на користь однієї з команд, матч завершиться двома одиночними поєдинками, в яких спортсмени, що брали участь тільки в парній зустрічі, зіграють з тими, хто в парі не виступав. На думку керівництва ITTF, дані правила, незважаючи на їх складність, повинні привернути додаткову цікавість до настільного тенісу зі сторони телебачення.

## Змагання
Представники 56 країн розіграли чотири комплекти медалей, причому вперше замість парного розряду пройшли командні змагання.
Змагання пройшли при перевазі господарів Олімпіади. Шестеро тенісистів з  Китаю виграли все, що було можливо — зайняли весь п'єдестал у чоловічому та жіночому одиночному розряді і перемогли в командних першостях.
На рахунку європейців, як і 4 роки тому в Афінах, лише одна нагорода — цього разу в чоловічій командній першості другими стали німці.

## Розклад змагань
| П | Попередні кола | ¼ | Чвертьфінали | Б | Матч за бронзову медаль | ½ | Півфінали | Ф | Фінал |

| Дисципліна↓/Дата →          | Сер 13 | Чет 14 | П'ят 15 | П'ят 15 | Суб 16 | Нед 17 | Пон 18 | Вів 19 | Сер 20 | Чет 21 | Чет 21 | П'ят 22 | П'ят 22 | Суб 23 | Суб 23 |
| --------------------------- | ------ | ------ | ------- | ------- | ------ | ------ | ------ | ------ | ------ | ------ | ------ | ------- | ------- | ------ | ------ |
| одиночний розряд (чоловіки) |        |        |         |         |        |        |        | П      | П      | П      | П      | ¼       | ¼       | ½      | Ф      |
| командний розряд (чоловіки) | П      | П      | Б       | Б       | ½      | Б      | Ф      |        |        |        |        |         |         |        |        |
| жіночий одиночний турнір    |        |        |         |         |        |        | П      | П      | П      |        | ¼      | ½       | Ф       |        |        |
| командний розряд (жінки)    | П      | П      | Б       | ½       | Б      | Ф      |        |        |        |        |        |         |         |        |        |

## Країни-учасниці
Змагався 171 спортсмен (86 чоловіків і 85 жінок) 56-ти країн.
- Алжир (1)
- Аргентина (2)
- Австралія (6)
- Австрія (6)
- Білорусь (4)
- Бельгія (1)
- Бразилія (4)
- Камерун (1)
- Канада (5)
- Китай (6)
- Колумбія (1)
- Конго (2)
- Хорватія (6)
- Чехія (2)
- Данія (1)
- Домініканська Республіка (4)
- Єгипет (5)
- Франція (4)
- Німеччина (6)
- Греція (3)
- Гонконг (6)
- Угорщина (4)
- Індія (2)
- Іран (1)
- Італія (3)
- Японія (6)
- Йорданія (1)
- Казахстан (1)
- Кувейт (1)
- Литва (1)
- Люксембург (1)
- Мексика (1)
- Нідерланди (3)
- Нігерія (6)
- КНДР (5)
- Парагвай (1)
- Польща (4)
- Португалія (3)
- Румунія (4)
- Росія (5)
- Сербія (1)
- Сінгапур (6)
- Словаччина (1)
- Словенія (1)
- Південна Корея (6)
- Іспанія (5)
- Швеція (3)
- Китайський Тайбей (5)
- Тайланд (1)
- Тринідад і Тобаго (1)
- Туреччина (2)
- Україна (3)
- США (4)
- Вануату (1)
- Венесуела (1)
- В'єтнам (1)

## Медальний залік

### Таблиця медалей
| Місце              | Країна               | Золото | Срібло | Бронза | Загалом |
| ------------------ | -------------------- | ------ | ------ | ------ | ------- |
| 1                  | Китай (CHN)          | 4      | 2      | 2      | 8       |
| 2                  | Німеччина (GER)      | 0      | 1      | 0      | 1       |
| 2                  | Сінгапур (SIN)       | 0      | 1      | 0      | 1       |
| 4                  | Південна Корея (KOR) | 0      | 0      | 2      | 2       |
| Загалом (4 збірні) | Загалом (4 збірні)   | 4      | 4      | 4      | 12      |

### Медалісти
| Дисципліна                  | Золото                                 | Срібло                                                 | Бронза                                             |
| --------------------------- | -------------------------------------- | ------------------------------------------------------ | -------------------------------------------------- |
| одиночний розряд (чоловіки) | Ма Лінь · Китай                        | Ван Хао · Китай                                        | Ван Ліцінь · Китай                                 |
| командний розряд (чоловіки) | Китай (CHN) Ма Лінь Ван Хао Ван Ліцінь | Німеччина (GER) Крістіан Зюсс Дмитро Овчаров Тімо Болл | Південна Корея (KOR) О Сан Ин Ю Син Мін Юн Че Йон  |
| одиночний розряд (жінки)    | Чжан Інін · Китай                      | Ван Нань · Китай                                       | Гуо Юе · Китай                                     |
| командний розряд (жінки)    | Китай (CHN) Гуо Юе Ван Нань Чжан Інін  | Сінгапур (SIN) Фен Тянь Вей Лі Цзя Вей Ван Юе Гу       | Південна Корея (KOR) Тан Єсо Кім Кьон А Пак Мі Йон |